# Vignolles
Vignolles – miejscowość i gmina we Francji, w regionie Nowa Akwitania, w departamencie Charente.
Według danych na rok 1990 gminę zamieszkiwało 181 osób, a gęstość zaludnienia wynosiła 21 osób/km² (wśród 1467 gmin regionu Poitou-Charentes Vignolles plasuje się na 814. miejscu pod względem liczby ludności, natomiast pod względem powierzchni na miejscu 906.).